# آکادمی ملی اپرا و تئاتر باله آذربایجان

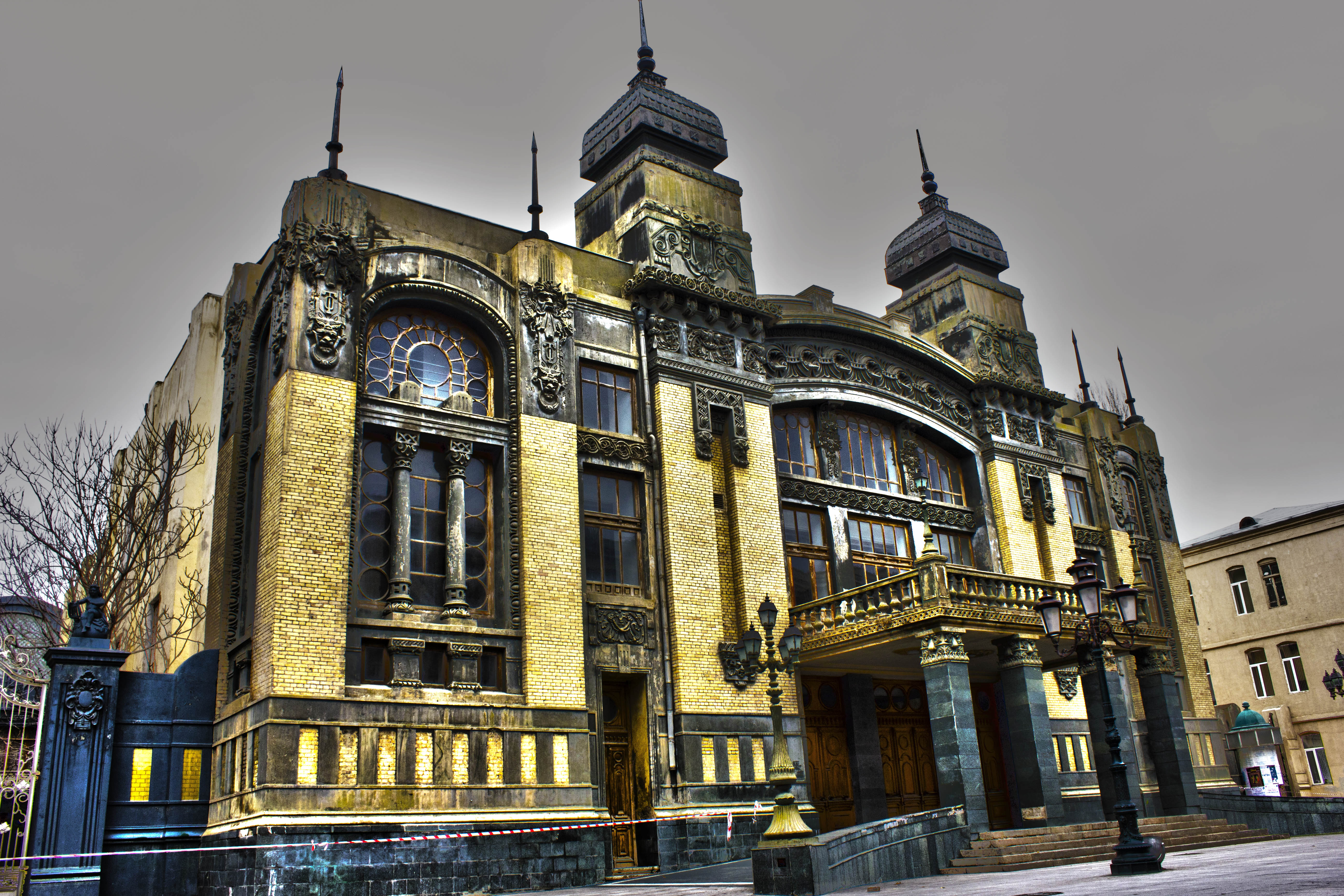
آکادمی ملی اپرا و تئاتر آذربایجان در باکو

آکادمی ملی اپرا و تئاتر باله آذربایجان (به ترکی آذربایجانی: Azərbaycan Dövlət Akademik Opera və Balet Teatrı) یک خانه‌ٔ اپرا در باکو مرکز جمهوری آذربایجان، که در دوران امپراتوری روسیه به‌سال ۱۹۱۱ میلادی به‌درخواست برادران میلوف و با کمک مالی تاجر و نیکوکار آذربایجانی به‌نام زین‌العابدین تقی‌یف بنیادگذاری شده‌است. در سال ۱۹۲۷، آکادمی ملی اپرا و تئاتر آذربایجان به‌نام نویسندهٔ مشهور ایرانی، میرزا فتحعلی آخوندزاده نامگذاری و از سال ۱۹۵۹ به رتبهٔ مؤسسه‌ٔ آموزش عالی ارتقا یافت.